# BOLERO (Mr.Childrenのアルバム)
『BOLERO』（ボレロ）は、Mr.Childrenの6枚目のオリジナルアルバム。1997年3月5日にトイズファクトリーから発売された。

## 背景とリリース
前作『深海』から約8か月ぶりのアルバムで、通常版のみの発売となっている。表記はないが、本作はHDCD仕様となっている。
ジャケットは異国の少女が1人、一面に咲き広がる向日葵の中でボレロの代名詞でもあるスネアを叩いている写真で、メンバー以外の人物がジャケットに起用されたのは本作が初。ウクライナで撮影された。アートディレクターは信藤三雄。
前作のアナログ・サウンドとは対照的に今作ではデジタル・サウンドを意識して制作され、一部の楽曲は1996年6月に10日間ほどロンドンに滞在し、アビー・ロード・スタジオでレコーディングが行われた。
前作に収録されたシングル曲が10thシングル『名もなき詩』・11thシングル『花 -Mémento-Mori-』の2曲のみで、4thアルバム『Atomic Heart』以降に発売されたシングル曲はアルバム未収録となっていた。そのため、本作には6thシングル『Tomorrow never knows』・7thシングル『everybody goes -秩序のない現代にドロップキック-』・8thシングル『【es】 〜Theme of es〜』・9thシングル『シーソーゲーム 〜勇敢な恋の歌〜』・13thシングル『Everything (It's you)』の5曲が余さず収録された。
本作は12曲中8曲でミュージック・ビデオが制作されており、自身のアルバムで最も多い数となっている。
発売前に一部雑誌には「青盤（『深海』）」と「赤盤（『BOLERO』）」による2枚組という情報が流れた経緯もあり、『深海』と同時期に制作されていたが同作のテーマにはそぐわないという理由で収録しなかった曲もあるため、対になっている面がある。当時の雑誌インタビューで桜井は「（『深海』と『BOLERO』は）3Dメガネの青と赤のようなもの。両方揃って初めて立体に見える」と述べた。大ヒットしたシングル曲が多く収録されたのは「ファンへの感謝の気持ち」とのこと。一方、小林は「（ベスト盤的な要素のある）このアルバムは、いいものなのかどうか解らない…」と評価を濁していた。
桜井はこのアルバムについて「当初の予定では、ヘヴィな『深海』を作ったあと、今度はポップにスコーンと抜けた『BOLERO』を作る予定だったのが、当時の心境と『深海』の音楽性がリンクし過ぎて、思った以上に深いところへ行ってしまい、いざ『BOLERO』を作り始めても、『深海』を引きずったところがあった」と語っている。
活動休止直前にリリースされたため、本アルバムを引っ提げたツアーは行われていない。収録曲自体は『Mr.Children TOUR "REGRESS OR PROGRESS" '96〜'97 FINAL』のドーム公演で演奏された。

## チャート成績
初週で173.5万枚を売り上げ、自身のシングル・アルバム通じて自己最高を記録した。累計売上は328.3万枚（オリコン調べ）で、4thアルバム『Atomic Heart』に次いで2番目に高く、オリコン集計でアルバム2作品で300万枚を達成したのはMr.Childrenが初だった。

## 収録内容
| 全作詞: 桜井和寿、全編曲: 小林武史 & Mr.Children。 |                                                                       |           |                    |      |
| #                                                  | タイトル                                                              | 作詞      | 作曲               | 時間 |
| 1.                                                 | 「prologue」(オーケストレーション: 中西俊博)                          |           | 桜井和寿           | 0:57 |
| 2.                                                 | 「Everything (It's you)」                                             |           | 桜井和寿           | 5:20 |
| 3.                                                 | 「タイムマシーンに乗って」                                            |           | 桜井和寿           | 5:49 |
| 4.                                                 | 「Brandnew my lover」                                                 |           | 桜井和寿           | 4:47 |
| 5.                                                 | 「【es】 〜Theme of es〜」(ストリングス・アレンジ: 小林武史 & 桑野聖) |           | 桜井和寿           | 5:49 |
| 6.                                                 | 「シーソーゲーム 〜勇敢な恋の歌〜」                                   |           | 桜井和寿           | 4:29 |
| 7.                                                 | 「傘の下の君に告ぐ」                                                  |           | 桜井和寿           | 3:21 |
| 8.                                                 | 「ALIVE」                                                             |           | 桜井和寿           | 6:39 |
| 9.                                                 | 「幸せのカテゴリー」                                                  |           | 桜井和寿           | 5:13 |
| 10.                                                | 「everybody goes -秩序のない現代にドロップキック-」                   |           | 桜井和寿・小林武史 | 4:37 |
| 11.                                                | 「ボレロ」(オーケストレーション: 中西俊博)                            |           | 桜井和寿           | 4:40 |
| 12.                                                | 「Tomorrow never knows (remix)」                                      |           | 桜井和寿           | 5:08 |
| 合計時間:                                          | 合計時間:                                                             | 合計時間: | 56:49              |      |

## 楽曲解説
1. prologue
  - ボレロ調のインストゥルメンタル。本作からインストゥルメンタルは斜体文字で表記されなくなっている。
2. Everything (It's you)
  - 13thシングル表題曲。
  - シングルバージョンと同一音源だが、前曲の余韻が僅かに残っている。
3. タイムマシーンに乗って
  - 社会風刺のロックナンバーで仮タイトルは「バカ・ロック」。
  - ミュージック・ビデオが制作されており、ビデオ・クリップ集『music clips ALIVE』に収録されている。監督は丹修一で、宇宙飛行士に扮した桜井和寿が歌う場面では宇宙船内のモニターにて「君がいた夏」「innocent world」「シーソーゲーム 〜勇敢な恋の歌〜」のミュージック・ビデオが流れていることが僅かに確認できる。
  - 歌詞に「宮沢賢治」、「ルイ・アームストロング」が登場するが、桜井が風邪で寝込んでいた際に宮沢賢治の生誕百周年記念の番組が放送されていたこと、完治後に映画『12モンキーズ』が放送されており、そのBGMとして『この素晴らしき世界』が流されていたことがきっかけである[3]。
4. Brandnew my lover
  - 「Fuckする豚だ」「Kill me」などの過激なフレーズが散りばめられた攻撃的なロックナンバー。
  - ギター用の機材であるワーミーを買ったことがきっかけで作られた曲。歌詞はツアー中にホテルまで移動する際のバンの窓ガラスに書いて作られた。
  - ミュージック・ビデオが制作されており、ビデオ・クリップ集『music clips ALIVE』に収録されている。監督は丹修一で、ツアー『Mr.Children TOUR "REGRESS OR PROGRSS" '96-'97 FINAL』では桜井がカプセルに入り、ミュージック・ビデオの世界観を再現したような演出で披露された。
5. 【es】 〜Theme of es〜
  - 8thシングル表題曲。
6. シーソーゲーム 〜勇敢な恋の歌〜
  - 9thシングル表題曲。
7. 傘の下の君に告ぐ
  - リフが1994年頃に浮かんできたという。
  - 「傘の下」とは「在日米軍の傘下」という意味。歌詞に「車寅次郎」が登場する。
8. ALIVE
  - 当時桜井はプライベートな問題で「精神的にかなり苦しんでいた」と語っており、この曲には厭世観や無常観が色濃く反映されている。
  - 曲はシンプルなコード進行で、デジタルとアナログを使い分けている。フェードアウトして終わる。
  - 世界一周レコーディングの最中にレコーディングを行ったロンドンで書き下ろされ「まるで降りて来るように」あっという間に完成し、歌入れも軽い気持ちで仮で歌ったものがそのまま採用された[4]。
  - 手塚治虫の『ブッダ』に影響されたとも語っている[4]。
  - 本作のタイトル候補だったためか、発売時のCMにはこの曲が流された。
  - ミュージック・ビデオが制作されており、ビデオ・クリップ集『music clips ALIVE』に収録されている。監督は丹修一で、埼玉県にある森の中で撮影された[5]。
  - 後にベスト・アルバム『Mr.Children 1996-2000』にも収録された。
9. 幸せのカテゴリー
  - ポップなメロディーとは対照的に、桜井はこの曲を「寒い詞」と語っている｡
  - 桜井は本曲のミックスに悩んだと語っているほか、冒頭が「星になれたら」の頃のMr.Childrenを彷彿とさせることを語っている[3]。
  - こちらもロンドンでレコーディングされ、当初はセッションにより生まれた様々な別バージョンが存在していたとのこと[6]。
  - 2014年に開催されたファンクラブ限定ツアー『Mr.Children FATHER&MOTHER 21周年ファンクラブツアー』の直前に行われた「会員が最もライブで聴きたい曲」アンケートでは15位に選ばれた[7][注 2]。
10. everybody goes -秩序のない現代にドロップキック-
  - 7thシングル表題曲。
  - 当初は再録する案もあったが、歌詞との相乗関係を考慮しそのまま収録されたという。
11. ボレロ
  - 今作の表題曲。
  - タイトルや作風はモーリス・ラヴェル「ボレロ」から来ている。「prologue」と同様、本来のボレロは3拍子であるが4拍子にアレンジされている[5]。
  - 渋谷区のオーチャードホールでオーケストラのパートはレコーディングされた[8]。
  - ミュージック・ビデオが制作されており、ビデオ・クリップ集『music clips ALIVE』に収録されている。監督は丹修一で、大勢のオーケストラを迎えて撮影された。ワンカットで撮られている[5]。
12. Tomorrow never knows (remix)
  - 6thシングル表題曲のリミックス。シングルバージョンで打ち込みとなっていたベース、ドラム等が生演奏に差し替えられている。
  - 中川も鈴木もレコーディングは3テイクほどで済んだとのこと[8]。
  - ベスト・アルバム『Mr.Children 1992-1995』『Mr.Children 1992-2002 Thanksgiving 25』でもこちらのバージョンで収録されている。

## 参加ミュージシャン
- Mr.Children
  - 桜井和寿：Vocal, Guitar
  - 田原健一：Guitar
  - 中川敬輔：Bass
  - 鈴木英哉：Drums
- 小林武史：Keyboards
- 松本賢：Computer Programming
- 平沼浩司 : Mixing

| prologue - 弦一徹ストリングス：Strings - 中西俊博：Orchestration Everything (It's you) - 坪倉唯子：Chorus タイムマシーンに乗って - 村田陽一：Trombone - 荒木敏男：Trumpet 【es】 〜Theme of es〜 - 高安錬太郎：Computer Programming - 山本拓夫：Sax - 桑野聖ストリングス：Strings シーソーゲーム 〜勇敢な恋の歌〜 - 高安錬太郎：Computer Programming - 山本拓夫：Sax 傘の下の君に告ぐ - 小幡英之：Sax | ALIVE - 高安錬太郎：Computer Programming 幸せのカテゴリー - 大石真理恵：Vibraphone - Luis Jardim：Percussion everybody goes -秩序のない現代にドロップキック- - 角谷仁宣：Computer Programming - es sisters：Chorus - AKKO (MY LITTLE LOVER)：Chorus ボレロ - 高安錬太郎：Computer Programming - 弦一徹ストリングス：Strings - 中西俊博：Orchestration Tomorrow never knows (remix) - 高安錬太郎：Computer Programming - 角谷仁宣：Computer Programming - 山本拓夫：Sax |

## テレビ出演
| 番組名                   | 日付          | 放送局     | 演奏曲 |
| ------------------------ | ------------- | ---------- | --- |
| FAN                      | 1997年2月14日 | 日本テレビ | Everything (It's you) ALIVE everybody goes -秩序の無い現代にドロップキック-                                                           |
| HEY!HEY!HEY! MUSIC CHAMP | 1997年3月17日 | フジテレビ | Tomorrow never knows everybody goes -秩序のない現代にドロップキック- シーソーゲーム 〜勇敢な恋の歌〜 名もなき詩 Everything (It's you) |

## ライブ映像作品
| 曲名                                            | 作品名                                                                        |
| ----------------------------------------------- | ----------------------------------------------------------------------------- |
| Everything (It's you)                           | →「 Everything (It's you) § ライブ映像作品 」を参照                           |
| タイムマシーンに乗って                          | regress or progress '96-'97 tour final IN TOKYO DOME                          |
| Brandnew my lover                               | regress or progress '96-'97 tour final IN TOKYO DOME                          |
| 【es】 〜Theme of es〜                          | →「 【es】 〜Theme of es〜 § ライブ映像作品 」を参照                          |
| シーソーゲーム 〜勇敢な恋の歌〜                 | →「 シーソーゲーム 〜勇敢な恋の歌〜 § ライブ映像作品 」を参照                 |
| 傘の下の君に告ぐ                                | regress or progress '96-'97 tour final IN TOKYO DOME                          |
| ALIVE                                           | regress or progress '96-'97 tour final IN TOKYO DOME                          |
| ALIVE                                           | wonederful world on DEC 21                                                    |
| ALIVE                                           | Mr.Children DOME TOUR 2009 〜SUPERMARKET FANTASY〜 IN TOKYO DOME              |
| ALIVE                                           | Mr.Children Stadium Tour 2015 未完                                            |
| everybody goes -秩序のない現代にドロップキック- | →「 everybody goes -秩序のない現代にドロップキック- § ライブ映像作品 」を参照 |
| ボレロ                                          | regress or progress '96-'97 tour final IN TOKYO DOME                          |
| Tomorrow never knows                            | →「 Tomorrow never knows#ライブ映像作品 」を参照                              |